# María Mahor
María Concepción Martínez Horcajada, conocida artísticamente como María Mahor (Madrid, 18 de junio de 1941), es una actriz española.

## Biografía
A la edad de 16 años ganó el concurso de «Maja de Madrid» y poco después debutó en el cine con la película Roberto, el diablo (1956), de Pedro Lazaga.
Durante los siguientes años intervino en numerosos títulos reiterando un prototipo de personaje cándido e ingenuo en películas como Camarote de lujo (1957), de Rafael Gil, El día de los enamorados (1959), de Fernando Palacios, Un rayo de luz (1960), de Luis Lucia, Mi hermana Santa Rosa de Lima (1961) o Todos eran culpables (1962), de León Klimowsky.  Cupido contrabandista (1962), San Isidro Labrador (1964). En aquellos años tuvo también su experiencia como presentadora de televisión con el espacio Hoy es fiesta, que emitió TVE en 1959.
A partir de 1965 su carrera inició un progresivo declive, aunque todavía participó en películas de cierta relevancia como Mecanismo interior (1971), de Ramón Barco, y mantuvo su carrera teatral, interviniendo, por ejemplo en el montaje de Tengo un millón (1960), de Víctor Ruiz Iriarte, en el de El segundo disparo (1965), de Robert Thomas, e interpretando a Doña Inés en el Tenorio, de José Zorrilla en 1971 y 1974.
En 1975 se retiró del cine y continuó su trayectoria profesional sobre los escenarios durante algún tiempo, cosechando algunos éxitos como La llegada de los dioses, Tres testigos, Yo fui amante del rey (1980), de Emilio Romero.

## Premios
Medallas del Círculo de Escritores Cinematográficos
| Año  | Categoría              | Películas                                   |
| ---- | ---------------------- | ------------------------------------------- |
| 1960 | Mejor actriz principal | El príncipe encadenado Melocotón en almíbar |

- Premio del Sindicato Nacional del Espectáculo (1971), por Mecanismo interior.